# Püspöki Metodista Egyház
Az Egyesült Metodista Egyház (United Methodist Church) elődje.  Püspöki Metodista Egyház (Methodist Episcopal Church) nevű felekezetet az Amerikai Egyesült Államokban alapították 1784 karácsonyán. A püspöki elnevezés hivatalosan 1939-ig volt használatban: ekkor három metodista egyház egyesülésével jött létre a Metodista Egyház (Methodist Church). A három egyesülő ág: a (Északi) Püspöki Methodista Egyház és a Déli Püspöki Methodista Egyház, melyek a rabszolgatartás kérdésében távolódtak el korábban egymástól, és a Protestáns Methodista Egyház, amely korábban a püspöki hivatal elutasítása miatt járt külön úton. A Metodista Egyház 1968-ban egyesült az Evangéliumi Testvérközösséggel (Evangelical United Brethren Church). Az egyesüléssel született meg az Egyesült Metodista Egyház (United Methodist Church), amely napjainkig a hivatalos elnevezése az egyháznak.

## Létszám Amerikában
A Püspöki Methodista Egyháznak 1791-ben, John Wesley halálakor mintegy 80 ezer tagja volt. Ezzel meghaladta a brit metodizmus létszámát, amely ekkor 70 ezer fős közösséget jelentett.

## A Püspöki Methodista Egyház Magyarországon
A magyarországi metodista missziót szervezetileg a Püspöki Methodista Egyház észak-németországi egyháza kezdeményezte 1898-ban. Az Észak-Németországi Évi Konferencia megbízatásából az akkori bécsi metodista lelkész, Robert Möller több alkalommal is szolgált Magyarországon, az ország fővárosában és a Bácskában.

## Lásd még
- Egyesült Metodista Egyház
- United Methodist Church
- Magyarországi Metodista Egyház
- John Wesley
- Hecker Henrik